# Elena Ksenofontova
Elena Iourievna Ksenofontova (en russe : Еле́на Ю́рьевна Ксенофо́нтова) est une actrice russe de théâtre et de cinéma née le 17 décembre 1972 à Khromtaou (dans l'actuel Kazakhstan).

## Biographie
Elena Ksenofontova termine l'école obligatoire en 1990. En 1994, elle commence ses études au département théâtral de l'Institut national de la cinématographie à Moscou (cours de  Marlen Khoutsiev, troupe de  Joseph Raihelgauz) qu'elle achève en 1998. Elle se produit ensuite au théâtre « École de pièces contemporaines » à Moscou. De 2000 à 2013, elle se produit au théâtre dramatique de Moscou d'Armen Djigarkhanyan.

## Vie privée
Mariée une première fois en 1994 à Igor Lipatov, elle en divorce neuf ans plus tard. Elle se remarie en 2003 avec le producteur Ilya Neretin (né en 1964), et un fils Timothée naît la même année de leur union. Ce mariage se solde à nouveau par un divorce. Elena Ksenofontova a eu une nouvelle fille prénommée Sofia en 2011 avec un juriste avec qui elle vit actuellement.

## Prix et récompenses
- Lauréate du prix Tamara Makarova « pour son œuvre au théâtre et au cinéma pendant ses études en institut »
- Artiste émérite de Russie (2006)

## Carrière

### Théâtre

#### Théâtre «École de pièces contemporaines» (Moscou)
- 1995 : Mrs. Lev : Tatyana
- 1996 : Po povodu obeshchannogo masla : La reine
- 1997 : S privetom, Don Kikhot : Dulcinea
- 1999 : La Mouette de Tchekhov : Nina Zarechnaya

#### Théâtre dramatique de Moscou d'Armen Djigarkhanyan
- 2000 : Vozvrashchenie domoi : Ruth
- 2000 : Serdtse ne kamen : Vera Filipovna
- 2001 : Zakroi glazki : rasskazhu tebe skazki : Janna
- 2001 : Les Noces de Figaro de Beaumarchais : La Comtesse
- 2001 : Les Trois Sœurs de Tchékhov : Natacha
- 2004 : Trebuetsia lzhets! : Jeny
- 2009 : Mona' po p'ese Sebast'iana "Bezymiannaia zvezda" : Mona
- 2013 : Bashnia smerti' po motivam p'esy Roberta Bolta "Vivat! Vivat Regina!" : La Reine Elisabeth

#### Projet «Drugoi Teatr» (Moscou)
- 2009 : KTO po p'ese Ariela Dorfmana "Smert i deva" : Anna

#### Centre de production «Oasis» - théâtre contemporain entreprise
- 2010 : Nashi druzya TCHELOVEKI, po p'ese Bernara Berbera « Nashi druzya tcheloveki » : Samanta

#### Union artistique «Duet»
- 2012 : DAMA i ee ee muzhchiny', po p'ese Maikla Kristofera "Dama i klarnet : Lyuba

### Filmographie
- 1992 : Babnik 2 : une amie
- 2002 : Taiga. Kurs vyzhivaniia : Natasha
- 2003 : Luchshii gorod Zemli : Marina Slutskaia
- 2003 : Nebo i zemlia : Varvara
- 2004 : L'Orchestre rouge d'Alexandre Aravine, série télévisée : Elen Sorel
- 2004 : Kursanty : Mariia Likhovol
- 2005 : Satisfaktsiia : Grafinia Panina
- 2006 : Glavnyi kalibr : Katerina
- 2006 : Karambol' : Natal'ia Silant'eva
- 2006 : Okhota na geniia : Zhanna Streshinskaia
- 2006 : Teatr obrechennykh : Anna Zhelezniak
- 2007 : God Zolotoi Rybki : Nina Pavlova
- 2007 : Dochki-materi : Irina Iarskaia
- 2007 : Predel zhelanii : Iulia
- 2007 : Formula stikhii : Varvara Dmitrievna Shevchenko
- 2007 : Iarik : Mama
- 2008 : Zhenshchina, ne sklonnaia k avantiuram : Irina Andreevna Kolyvanova
- 2008 : Zachem ty ushel : Marta Nikolaevna Trankvilitskaia
- 2008 : Noch' zakrytykh dverei : Sasha
- 2008 : Serdtseedki : Sof'ia Pechorina
- 2008 : Spiashchii i krasavitsa : Elena
- 2009 : Club : vladelitsa model'nogo agentstva
- 2009 : Logovo Zmeia : Anna
- 2009 : Osennie zaboty rannei vesnoi : Larisa Prokof'eva
- 2009 : Pravo na pomilovanie : Alena Vladimirovna Vasil'eva
- 2010 : Garazhi : Vera Deriugina
- 2010 : Zastyvshie depeshi : Masha
- 2010 : Plen strasti : Mariia Andreeva
- 2012 : Pravo na pravdu : Ol'ga Baikova
- 2014 : Khoroshie ruki : Ol'ga Savel'eva
- 2015-2016 : La Cuisine : Eleonora Andreevna Galanova
- 2016 : Otel' Eleon : Eleonora Andreevna Galanova